# Hiperpoprawność
Hiperpoprawność, in. hiperyzacja, hiperkorekcja, przesada poprawnościowa – unikanie form zgodnych z normą językową na rzecz hiperyzmów, czyli form pozbawionych aprobaty normatywnej, ale postrzeganych przez mówiącego jako lepsze.
Hiperkorekcja polega na bezpośredniej imitacji systemowości w tworzeniu form wyrazowych, niewłaściwym rozszerzeniu zakresu pewnej cechy językowej. Do zjawiska tego dochodzi zwykle wskutek kontaktu dwóch odmian językowych, np. dialektu lokalnego i języka ogólnego – bądź też dwóch różnych gwar – z których jedna uchodzi za bardziej „poprawną” i godną naśladowania, a druga za gorszą. Przyczyną hiperpoprawności jest niedostateczna wiedza na temat systemów językowych.
Hiperpoprawność bywa pojmowana jako przejaw niepewności językowej mówiącego.

## Przykłady
Zjawisko hiperyzacji wynika z opacznej lub przesadnej próby zastosowania danej zasady językowej – niewłaściwie pojętej normy – która wbrew zamiarowi prowadzi do wygenerowania formy nienormatywnej. O hiperpoprawności nie można mówić, gdy użycie niestandardowej, pozornie przesadnej formy wynika z naturalnego poczucia językowego, np. gdy występuje ona w rodzimej odmianie języka danej osoby. Hiperpoprawność staje się przedmiotem krytyki na gruncie tradycji normatywizmu, choć jednocześnie może wynikać z nieścisłego przestrzegania popularyzowanych zasad poprawnościowych. 
Hiperpoprawność występuje przede wszystkim na poziomie wymowy, fleksji i słowotwórstwa. 
Przykładem tego zjawiska jest „literowa” wymowa ę oraz ą przed spółgłoskami zwartymi i zwarto-szczelinowymi, np. ząb jako [zɔ̃p] lub [zɔɰ̃p] zamiast [zɔmp]. Użytkownik gwarowej polszczyzny, w trakcie mówienia w języku ogólnym, może unikać gwaryzmu gościami i wprowadzać formę gośćmi, jednocześnie posiłkując się hiperyzmem rzeczmi w miejsce faktycznej formy literackiej: rzeczami.
Przykładem zjawiska hiperpoprawności w języku angielskim jest użycie formy whom (zamiast who) w zdaniu Whom is it at the door? Wynika to z chybionej próby dostosowania swojego dialektu, nierozróżniającego who i whom, do zasad angielszczyzny standardowej (zwłaszcza jej odmiany pisanej). 
Bywa, że formy powstałe w wyniku hiperpoprawności utrwalają się w języku, niekiedy zyskując aprobatę normatywną lub nawet rugując w zupełności formy starsze. W rozwoju języka polskiego regularne formy typu depcę, szepcę itp., choć umotywowane ewolucją języka, były odczuwane jako gwarowe (patrz mazurzenie) i zastępowano je formami depczę, szepczę itp., które ostatecznie zostały uznane za dopuszczalne w języku standardowym. Innym przykładem jest słowo zmierzch, pierwotnie brzmiące zmierzk. Ponieważ w niektórych polskich gwarach wygłosowe -ch przechodzi w -k (np. na tych nogach > na tyk nogak, groch > grok), mylnie uznano, że wymowa zmierzk jest gwarowa i końcowe k poprawiono na ch.